# Centrale idroelettrica Zeja
La centrale idroelettrica Zeja è una centrale idroelettrica a serbatoio di proprietà dell'RusHydro situata nella città di Zeja, nell'oblast' dell'Amur, nella Russia siberiana orientale.
La potenza installata, di circa 1.330 MW, è frazionata su 6 turbine Kaplan, la producibilità media annua è di 4.100 GWh. Le turbine sono alimentata da un salto di 307 m e sfruttano l'acqua del bacino della Zeja, che ha una capienza massima di 68.4 milioni di m3.